# Aerobryum javense
Aerobryum javense là một loài Rêu trong họ Meteoriaceae. Loài này được (M. Fleisch.) Manuel miêu tả khoa học đầu tiên năm 1977.